# فورغلينفيرست
فورغلينفيرست (بالإنجليزية: Furgglenfirst)‏ هو أحد جبال سلسلة جبال الألب أبينزيل ويقع في كانتون أبينزيل إينرهودن/كانتون سانت غالن في سويسرا. يحتل المرتبة رقم 388 في قائمة جبال سويسرا من حيث الارتفاع، إذ يبلغ ارتفاعه حوالي 1951 متر، بينما يبلغ ارتفاع نتوء الجبل 302 متر.